# Anastatus simplicifrons
Anastatus simplicifrons är en stekelart som först beskrevs av Girault 1924.  Anastatus simplicifrons ingår i släktet Anastatus och familjen hoppglanssteklar. Inga underarter finns listade i Catalogue of Life.